# Trușești, Botoșani
Trușești este satul de reședință al comunei cu același nume din județul Botoșani, Moldova, România.

## Descoperiri arheologice
La Trușești au fost descoperite numeroase pandantive în forma unor figurine antropomorfice din cupru care datează din Epoca cuprului.